# Blue Mountains (Jamaica)

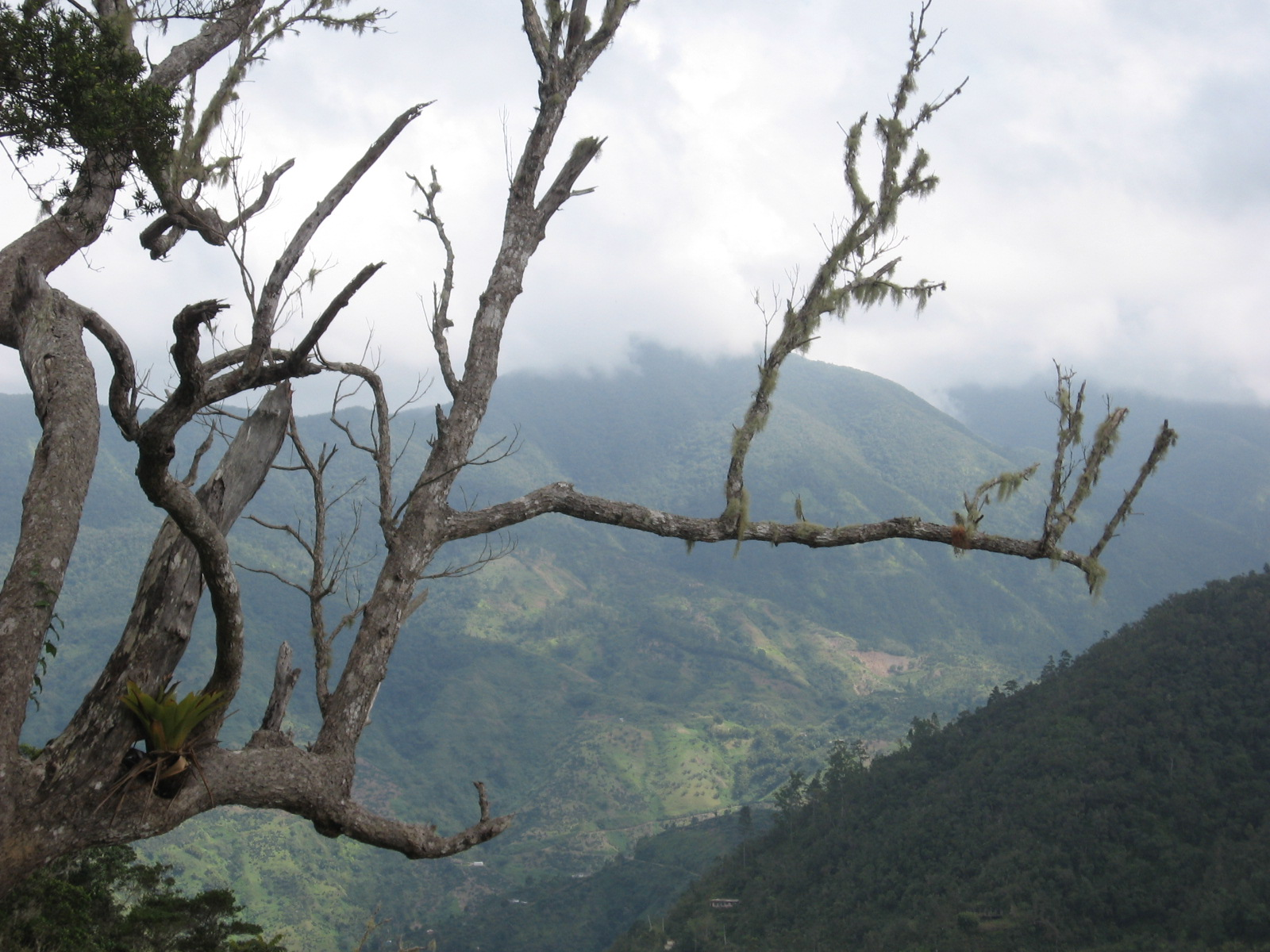
Zicht vanop de berg

De Blue Mountains is het grootste berggebied in Jamaica. Ze bevatten het hoogste punt van Jamaica: de Blue Mountain Peak met een hoogte van 2256 meter. Op een heldere dag zonder enige wolk aan de lucht is het mogelijk om vanuit dit gebied Cuba te zien, dat op zo'n 200km ligt. De bergketen strekt zich uit over vier parishes: Portland, Saint Thomas, Saint Mary en Saint Andrew. De Blue Mountains domineren het oostelijke derde deel van Jamaica en grenzen in het zuiden aan de woonkernen van voornoemde parishes.
De Blue Mountains rijzen op naar hun toppen vanaf de kustvlakte in een ruimte van ongeveer 16 kilometer, waardoor een van de steilste algemene hellingen ter wereld ontstaat. Dit zorgt voor verkoelende verlichting van de zinderende hitte van de stad Kingston.
De Jamaica Blue Mountain koffie wordt geproduceerd op de lager gelegen hellingen van de Blue Mountains. Op de hogere delen vindt men voornamelijk bos. Een deel van de Blue Mountains ligt in het Blue and John Crow Mountains National Park, opgericht in 1992, dat wordt onderhouden door de Jamaicaanse overheid.
De Blue Mountains werden in juli 2015 tijdens de 39e sessie van de Commissie voor het Werelderfgoed in Bonn als onderdeel van de Blue en John Crow Mountains samen met de John Crow Mountains erkend als UNESCO gemengd (d.i. natuur- en cultureel) werelderfgoed en aan de werelderfgoedlijst toegevoegd. Het werd erkend omdat de site een ruig en uitgebreid bebost bergachtig gebied in het zuidoosten van Jamaica omvat, dat eerst een toevluchtsoord bood voor de inheemse Taíno's die op de vlucht waren voor de slavernij en vervolgens voor Marrons (voormalige tot slaaf gemaakte volkeren). Ze verzetten zich tegen het Europese koloniale systeem in deze geïsoleerde regio door een netwerk van paden, schuilplaatsen en nederzettingen op te zetten, die de Nanny Town Heritage Route vormen. De bossen boden de Marrons alles wat ze nodig hadden om te overleven. Ze ontwikkelden sterke spirituele connecties met de bergen, die zich nog steeds manifesteren door de immateriële culturele erfenis van bijvoorbeeld religieuze riten, traditionele geneeskunde en dansen. De site is ook een hotspot voor biodiversiteit voor de Caraïbische eilanden met een hoog aandeel endemische plantensoorten, met name korstmossen, mossen en bepaalde bloeiende planten.